# Stoßtrupp Adolf Hitler
Stoßtrupp Adolf Hitler of Stosstrupp Adolf Hitler (Stoottroep Hitler) was de lijfwachteenheid van Adolf Hitler. Deze eenheid kwam voort uit de in maart 1923, door Joseph Berchtold en Julius Schreck opgerichte, Stabswache (Personeelswacht). Dit was een elite-eenheid van Hitlerloyalisten en was onderdeel van de SA (Sturmabteilung). Twee maanden later, in mei 1923, werd de Stabswache hernoemd tot Stoßtrupp Adolf Hitler (Stoottroep Adolf Hitler) en ondergebracht bij het SA-regiment München. Bekende leden buiten Berchtold en Schreck waren: Rudolf Hess, Emil Maurice, Erhard Heiden, Ulrich Graf, en Bruno Gesche. De Stoßtrupp Adolf Hitler wordt beschouwd als de voorloper van de in april 1925 opgerichte SS.

## Geschiedenis
In de begindagen van de NSDAP besefte de leiding dat er behoefte was aan een lijfwachteenheid, bestaande uit ijverige en betrouwbare mannen. Ernst Röhm vormde een formatie uit de 19e granaatwerperscompagnie (Duits: 19. Granatwerfer-Kompanie). Oorspronkelijk bestond de eenheid uit slechts acht man, onder bevel van Julius Schreck en Joseph Berchtold. Het werd aangeduid als de Stabswache (stafwacht). De Stabswache kreeg unieke badges, maar op dat moment stond de Stabswache nog steeds onder algehele SA-controle. Schreck herintroduceerde het gebruik van de Totenkopf (d.w.z. schedel) als het insigne van de eenheid, een symbool dat verschillende elitetroepen in het hele Pruisische koninkrijk en het latere Duitse rijk hadden gebruikt.

## Proces tegen leden van de "Stosstrupp Adolf Hitler"
Bij de oprichting van de eenheid telde deze niet meer dan 20 leden. Allen werden beschouwd als loyalisten van Hitler. Volgens het Historisch Lexicon van Beieren had de eenheid later ongeveer 100 leden. Op 9 november 1923 nam de Stoßtrupp, samen met de SA en verschillende andere nazi-paramilitaire eenheden, deel aan de mislukte Bierhalle-putsch in München. In de nasleep werd Hitler gevangengezet en werden zijn partij en alle bijbehorende formaties, inclusief de Stoßtrupp, ontbonden.

### Opmerkelijke leden
- Rudolf Hess
- Julius Schreck
- Joseph Berchtold
- Emil Maurits
- Erhard Heiden
- Ulrich Graf
- Bruno Gesche
- Christian Weber
- Karl Fiehler
- Walter Buch
- Herman Fobke
- Karl Laforce
- Wilhelm Laforce
- Josef Gerum
- Hans Kallenbach
- Philip Kitzinger
- Alois Rosenwink